# Der Barcelona-Krimi: Der Riss in allem
Der Riss in allem ist ein deutscher Kriminalfilm von Carolina Hellsgård aus dem Jahr 2022. Es handelt sich um den sechsten Filmbeitrag zur ARD-Kriminalfilmreihe Der Barcelona-Krimi mit Clemens Schick und Anne Schäfer in den Hauptrollen der Ermittler.
Die Erstausstrahlung des Films erfolgte am 12. Mai 2022 im Rahmen des Donnerstags-Krimis zur Hauptsendezeit im Programm der ARD Das Erste.

## Handlung
Im Hafen von Barcelona kommt es zu einer Schießerei, bei der die junge Polizistin Clara Romero erschossen wird. Zunächst deutet alles darauf hin, dass Romero einen Drogendeal gestört hat, denn neben ihr stirbt auch ein Drogendealer, und ein Fischer, der in die Sache involviert zu sein scheint, liegt im Koma. Kommissarin Fina Valent und ihr Kollege Xavi Bonet beginnen mit den Ermittlungen. Valent erkennt schnell, dass noch eine weitere, bislang unbekannte Person am Tatort gewesen sein muss, die die tödlichen Schüsse abgegeben hat. 
Während der Ermittlungen entwickelt sich eine persönliche Beziehung zwischen Fina Valent und Marcos Cuaron, dem Leiter des Dezernats für Organisierte Kriminalität und Claras Vorgesetzten. Die Spur führt die Ermittler in ein Netzwerk aus Korruption und verdeckten Seilschaften. Fina muss schließlich feststellen, dass die eigentliche Gefahr aus einer unerwarteten Richtung droht.
Die ballistische Untersuchung ergibt schließlich, dass Clara Opfer eines gezielten Attentats wurde. Am Ende stellt sich heraus, dass eine unglücklich in Clara verliebte Kollegin die Mörderin ist.

## Produktionsnotizen
Die Dreharbeiten für Der Riss in allem erstreckten sich unter dem Arbeitstitel Die Stadt stinkt zeitgleich mit der vorhergehenden Episode Der längste Tag vom 5. Oktober 2021 bis zum 8. Dezember 2021 und fanden in Barcelona statt.

## Rezeption
''Der Riss in allem'' wurde als spannender und emotionaler Krimi wahrgenommen, der Barcelona wieder als internationale Kulisse nutzt. Kritisiert wurde jedoch, dass der Film wenig Lokalkolorit bietet und die Handlung austauschbar wirkt. Die Beziehung zwischen Fina Valent und Marcos Cuaron wird als emotionales Element hervorgehoben, bleibt aber Nebenhandlung. Die Fachkritik bewertet den Film als solide, wenn auch nicht herausragend, und lobt insbesondere die Hauptdarsteller.